# Laurent Camiade
Laurent Michel Camiade (ur. 22 listopada 1966 w Agen) – francuski duchowny katolicki, biskup Cahors od 2015.

## Życiorys
Święcenia kapłańskie otrzymał 28 czerwca 1992 i został inkardynowany do diecezji Agen. Pracował przede wszystkim jako duszpasterz parafialny. W latach 2011–2015 był diecezjalnym duszpasterzem młodzieży oraz wikariuszem generalnym diecezji.
15 lipca 2015 papież Franciszek mianował go ordynariuszem diecezji Cahors. Sakry udzielił mu 4 października 2015 metropolita Tuluzy - arcybiskup Robert Le Gall.